# Проба Рапопорта
Про́ба Рапопо́рта — діагностичний тест для визначення сп'яніння. Названий на честь радянського психіатра-нарколога Олександра Матвійовича Рапопорта, який запропонував його в 1928 році. Використовується у судовій медицині для попереднього обстеження осіб, запідозрених у протизаконному вживанні алкоголю. Зазвичай проводиться лікарем-лаборантом наркологічної клініки чи відділення. Фізіологічною основою цієї проби є присутність парів етилового спирту в повітрі, що видихається сп'янілим. З точки зору хімії, в основі проби Рапопорта лежить перетворення алкоголю в присутності сульфатної кислоти в етаналь, який, в свою чергу знебарвлює розчин перманганату калію.

## Проведення
Для проведення проби беруть дві пробірки, в які наливають однаковий об'єм води (2—5 мл). Одна з них є контрольною. В іншу занурюють скляну трубочку, бажано вигнутої форми (часто застосовують пастерівську піпетку). Досліджуваний прополіскує рот і протягом 15—30 секунд інтенсивно видихає повітря у трубочку. Після цього в обидві пробірки додають по 10—25 крапель сульфатної кислоти і по 1—2 краплі 0,5 % розчину перманганату калію. У контрольній пробірці розчин рожевіє, а в дослідній за наявності парів алкоголю протягом 1—2 хвилин поступово знебарвлюється.

## Оцінка результатів
Первинну оцінку результатів проводять через 2 хвилини після змішування реактивів. Якщо в обох пробірках розчин однакового кольору, проба Рапопорта вважається негативною. Якщо в дослідній пробірці розчин світліший або знебарвлений, то через 15—20 хвилин проводять повторну пробу. Лише у випадку повного знебарвлення розчину у дослідній пробірці при повторній пробі результат тесту вважають позитивним. У випадку, коли при повторній пробі розчин у дослідній пробірці невиразно світліший, ніж в контрольній, пробу вважають негативною. Зміна кольору рідини у контрольній пробірці свідчить про порушення умов проведення тесту (брудний посуд, неякісні реактиви) і є підставою для скасування результатів дослідження.
Пробу Рапопорта вирізняє висока чутливість — за її допомогою можна визначити наявність алкоголю у концентрації 1:100 000. Попри це, тест належить до якісних методик, тобто таких, які дозволяють зробити лише загальний висновок щодо наявності досліджуваної речовини, і унеможливлюють точне визначення її концентрації. Слід враховувати, що при проведенні проби Рапопорта можливі оманливі результати:
1. несправжньопозитивні, якщо досліджувана людина:
  1. протягом попередньої доби вживала ліки, що містять алкоголь або діетиловий етер;
  2. спожила істотний об'єм кефіру, квасу, в окремих випадках, навіть, фруктового соку — ці напої містять незначну кількість алкоголю;
  3. користувалась деякими видами зубної пасти чи зубним еліксиром. Цей чинник спрацьовує, перш за все, при недотриманні умов проведення тесту — попереднього споліскування рота;
2. несправжньонегативні, якщо:
  1. досліджуваний робив поверхневі вдохи-видохи і в пробірку потрапило повітря з «мертвого простору», а не із легень;
  2. людина прийняла алкоголь незадовго перед початком тесту і він не встиг всмоктатися в кров;
  3. якщо алкоголь був спожитий давно і вже відсутній у крові, але все ще наявний у сечі.

З огляду на це, позитивні результати проби Рапопорта не є вагомим доказом вини підозрюваної особи, вони є лише підставою для проведення точніших, кількісних, тестів.